# Ekvivalent spåntjocklek
Ekvivalent spåntjocklek är en teoretisk storhet som sammanfattar flera av de variabler som påverkar en skärande bearbetning. Teorin för den ekvivalenta spåntjockleken bygger termodynamiska beräkningar som utformades av Ragnar Woxén 1931. Woxén härledde en spånekvivalent q. Inversen av denna (1/q) är lika med den ekvivalenta spåntjockleken. Ekvivalentenbegreppet sammanfattar matning, ställvinkel, skärdjup och nosradie.
Ekvivalent spåntjocklek är ingen storhet som används praktiskt vid skärande bearbetning, men med tillkomsten av datorbaserade skärdata, blir ekvivalentbegreppet ett hjälpmedel när det gäller att räkna fram generella skärdata, till exempel i samband med forskning inom området.

## Fotnoter och källor
1. ↑  Karlebo handbok (2000)